# فرودگاه کاپیتی کوست
 فرودگاه کاپیتی کوست (به انگلیسی: Kapiti Coast Airport) یک فرودگاه با کد یاتا PPQ است که یک باند فرود قیر دارد و طول باند آن ۱۳۵۰ متر است. این فرودگاه در کشور نیوزلند قرار دارد و در ارتفاع ۷ متری از سطح دریا واقع شده است.

## شرکت‌های هواپیمایی و مقصدهای پروازی

### مسافری
| شرکت‌های هواپیمایی                    | مقصدهای پروازی |
| ------------------------------------ | -------------- |
| Air2there                            | وودبورن، نلسون |
| ایر نیوزلند لینک اجرا توسط ایر نلسون | اوکلند         |
| Sounds Air                           | وودبورن، نلسون |